# Semen Isaakovich Kirsanov
Semen Isaakovich Kirsanov (tiếng Nga: Семён Исаа́кович Кирса́нов; họ thật là Kortchich – Кортчик, 5 tháng 9 năm 1906 – 10 tháng 12 năm 1972) là nhà thơ Nga Xô Viết.

## Tiểu sử
Semen Kirsanov sinh ở Odessa trong gia đình một thợ may. Học ở trường gymnazy và từ năm 1920 học ở khoa ngôn ngữ Đại học nhân dân Odessa. Từ năm 1922 bắt đầu in thơ ở tạp chí Юголеф. Năm 1924 làm quen với Vladimir Vladimirovich Mayakovsky và trở thành người của phái Vị lai. Năm 1926 Kirsanov đến Moskva, cùng với Mayakovsky đi đọc thơ ở nhiều thành phố, khát khao tạo nên một hình thức thơ mới. Những năm tiếp đó ông liên tiếp in các trường ca: "Прицел" (1926), "Опыты" (1927), "Моя именинная"(1928)...Cuối thập niên 1930, ông cùng với một số nhà thơ Xô Viết đi Ba Lan, Tiệp Khắc, Pháp. Thời kỳ Thế chiến II ông làm phóng viên chiến trường của một số tờ báo quân đội, có mặt ở nhiều chiến trường khác nhau, viết báo, viết khẩu hiệu, truyền đơn và làm thơ. Năm 1951 ông được tặng giải thưởng Stalin (giải thưởng Nhà nước).
Thơ của Semen Kirsanov rất đa dạng về hình thức và phong phú về nội dung. Ông là một trong những học trò của Vladimir Mayakovsky tạo được cho mình một con đường riêng trong thơ ca nửa cuối thế kỷ XX và có ảnh hưởng đến nhiều nhà nổi tiếng như Bella Akhmadulina, Yevgeny Yevtushenko, Robert Rozhdestvensky, Andrey Voznesensky... Dưới đây là một bài thơ có hình thức rất độc đáo:
АД
```
 Иду
в аду.
 Дороги -
в берлоги,
топи, ущелья
мзды, отмщенья.
Врыты в трясины
по шеи в терцинах,
губы резинно раздвинув,
одни умирают от жажды,
кровью опившись однажды.
Ужасны порезы, раны, увечья,
в трещинах жижица человечья.
Кричат, окалечась, увечные тени:
уймите, зажмите нам кровотеченье,
мы тонем, вопим, в ущельях теснимся,
к вам, на земле, мы приходим и снимся.
Выше, спирально тела их, стеная, несутся,
моля передышки, напрасно, нет, не спасутся.
Огненный ветер любовников кружит и вертит,
по двое слипшись, тщетно они просят о смерти.
За ними! Бросаюсь к их болью пронзенному кругу,
надеясь свою среди них дорогую заметить подругу.
Мелькнула. Она ли? Одна ли? Ее ли полузакрытые веки?
И с кем она, мучась, сплелась и, любя, слепилась навеки?
Франческа? Она? Да Римини? Теперь я узнал: обманула!
К другому, тоскуя, она поцелуем болящим прильнула.
Я вспомнил: он был моим другом, надежным слугою,
он шлейф с кружевами, как паж, носил за тобою.
Я вижу: мы двое в постели, а тайно он между.
Убить? Мы в аду. Оставьте у входа надежду!
О, пытки моей беспощадная ежедневность!
Слежу, осужденный на вечную ревность.
Ревную, лететь обреченный вплотную,
вдыхать их духи, внимать поцелую.
Безжалостный к грешнику ветер
за ними волчком меня вертит
и тащит к их темному ложу,
и трет меня об их кожу,
прикосновенья — ожоги!
Нет обратной дороги
в кружащемся рое.
Ревнуй! Эти двое
наказаны тоже.
Больно, боже!
Мука, мука!
Где ход
 назад?
Вот
ад.
```

Ngoài sáng tác, Semen Kirsanov còn dịch nhiều thơ của Louis Aragon, Pablo Neruda và nhiều nhà thơ khác ra tiếng Nga. Ông được tặng 2 huân chương Lenin và nhiều huân, huy chương khác của Nhà nước Liên Xô. Ông mất năm 1972 ở Moskva.

## Tác phẩm
- Прицел, 1926
- Опыты, 1927
- Моя именинная, 1928
- Слово предоставляется Кирсанову, 1930
- Товарищ Маркс, 1933
- Владимир Ильич Ленин, 1933
- Золушка, 1934
- Война — чуме!, 1937
- Семь дней недели, 1956
- Строки стройки, 1930
- Перед поэмой, 1931
- Ударный квартал, 1931
- Стихи в строю, 1932
- Дорога по радуге, 1938
- Четыре тетради, 1940
- Желания, 1935
- Мыс желания, 1938
- Поэма поэтов, 1939
- Новое, 1935
- Советская жизнь, 1948
- Время — наше! 1950
- Товарищи стихи, 1948-1953
- Однажды завтра, 1964
- Стихи о Латвии, 1948
- Месяц отдыха, 1952

## Một vài bài thơ
| Bốn bài sonnet 1 Vườn nơi anh sống – nở hoa bằng em Nhà anh ngủ - bằng em, anh xếp đặt Những vì sao, tỏa sáng – anh bắt buộc Và cho lá cành giọng nói của em. Bước em đi, anh làm thành con sóng Bàn tay em, nắn thành những cánh chim Gương mặt em, anh thả vào trời xanh Và sẽ trở thành ngôi sao số phận. Anh sống ở nơi có em, và em Là ngôi nhà, khu vườn, là biển cả Là con sóng, là chim tự trời xanh. Nơi không có lời, để thốt: "Không có em" Không nghi ngờ, điều này rất có thể Nhưng dù sao – thơ của ước mơ anh. 2 Không thành hiện thực. Vườn thu trơ trụi Với mùa thu có thật ít cái chung Và không khí bằng giọng thu vang lên Và sao trời bằng mùa thu lấp láy. Những chiếc lá, lời thu không xao động Biển không dám làm thành một bước chân Cánh quạ khoang bên ống khói đen hơn Những đám mây đen từ trời lơ lửng. Trời cho anh một mùa thu trống rỗng Ngôi nhà và biển – không phải mùa thu Và ly biệt trở thành mất mát nặng. Thậm chí không còn vết của lời "em" Sự tồn tại của mùa thu sây sát Nhưng dù sao – thơ của ước mơ anh. 3 Lại vang lên. Có thể, không ở đây Mà đâu đó – mùa thu trong giấc mộng Hơi thở và lời trong ngôi nhà này Chìa bàn tay – những cây đề đang lớn. Thu vẫn sống. Người ta đợi ăn trưa Thu vào nhà. Gương mặt rất quen thuộc Tay đặt trên quyển sách Lermontov Và đôi mắt màu xám của ngày xưa. Vẻ lặng yên nhận ra giọng của em Và mọi ngày ngôi nhà sẽ đón em Không nhà – thì rừng, không rừng – đồng nội. Và thường xuyên cùng em bước ra đồng Không anh – thì người ta, không người ta – bạn gái Nhưng dù sao – thơ của ước mơ anh. | 4 Chỉ là tưởng tượng. Anh đi tìm trong đó Vứt tất cả - cuộc đời và vinh quang Làm người xa lạ bước giữa trần gian Tìm mỗi ngôi nhà, cánh rừng, đồng cỏ. Anh đi bằng chân đất trên tuyết phủ Không đội mũ dưới nắng cháy mùa hè Dưới tuyết nổi, gió sa, dưới nắng mưa Đợi từ đêm đến sáng bên cửa sổ. Và nếu như có ngôi nhà như thế Dù đến già, tìm được bàn tay anh: "Hãy nhận anh, em yêu, bằng tiếng gõ!.." Dù trả lời: "Trong nhà không có nàng!" Anh vẫn ép bàn tay vào cánh cửa Viết xong bài thơ của ước mơ anh. Gặp gỡ Anh đến sớm hơn hai giờ Và đi nhiều hơn hai dặm. Bên cạnh anh những cây thông rất lớn Tuyết phủ đầy dưới những chân to. Em đến muộn hơn hai giờ Tất cả đóng băng. Anh chờ lâu quá Anh sống thêm trên đời hai giờ nữa Những tảng băng dày trên sông Volga. Bắt đầu một thời kỳ đóng băng Không khí cứng. Và ngọn cây màu trắng Trong áo bào trắng, mặt đất đông cứng Sự đợi chờ quả vĩ đại vô cùng! Nhưng em nhận ra ngay, thật khó khăn Bước chân đầu là tháng tư tan tuyết. Hoa lưu ly cứ tràn lên đôi mắt. Những mạch nước nguồn róc rách thì thầm. Và lại nở hoa, và lại màu xanh Trong cuộc đời ấm nồng muôn màu sắc Băng giá có vẻ chưa từng, dù quả thật Anh từng đợi em trong bốn giờ liền. Cô gái đi trên đường Cô gái đi trên đường. Cô gái khóc Cô gái chùi đôi mắt màu xanh. Tôi hiểu ra – ai người cô để mất. Hỡi những người qua đường! Sao các anh Đi ngang với những đôi mắt ráo hoảnh? Hay là các anh không đánh mất mình? Sao các anh không khóc? Giấu nước mắt Như bạch dương giấu nhựa đắng cay Dưới vỏ cây giữa trời giá rét?... Bản dịch của Nguyễn Viết Thắng. |